# نورت (کارولینای جنوبی)
نورت(به انگلیسی: North) شهری در ایالت کارولینای جنوبی کشور ایالات متحده آمریکا است که جمعیت آن در سرشماری سال ۲۰۱۰ میلادی، ۷۵۴ نفر بوده‌است.